# Istenke bicskája
Az Istenke bicskája 2020-ban bemutatott magyar életrajzi film, mely Benedek Elek mára szinte elfeledett élettörténetét mutatja be, a játékfilm- és a dokumentumfilm-készítés eszközeinek elegyítésével.

## Főbb szereplők
- Kőszegi Ákos – az idős Benedek Elek
- Básti Juli – az idős Benedekné Fischer Mária
- Kenéz Ágoston – a fiatal Benedek Elek
- Rujder Vivien – a fiatal Fischer Mária
- Hajduk Károly – Benedek Marcell
- Török-Illyés Orsolya – Aranyvirág
- Barbinek Péter – tanácsos
- Gulyás Kiss Zoltán – pap
- Tzafetás Roland – csempész

A tévéfilmben megszólalt történészek:
- Dr. Galuska László Pál, irodalomtörténész
- Dr. Hegedűs Imre János, irodalomtörténész, szépíró
- Perjármosi Sándor, művelődéstörténész
- Szabó Zsolt, irodalomtörténész

A szakértők mellett Benedek Elek két ükunokája (Bardócz Orsolya és Bíró Boróka) is megszólal a dokudrámában.

## Alkotók
- Rendező: Mátyássy Áron
- Forgatókönyvíró: Krisztics Dezső
- Zeneszerző: Balázs Ádám
- Operatőr: Seregi László, Szögi László
- Vágó: Rokonál Benedek
- Jelmeztervező: Breckl János
- Gyártásvezető: Kammerhofer Orsolya

## Kritikák és ismertetők a filmről
- Istenke bicskája – Kőszegi Ákossal és Básti Julival készült film Benedek Elekről. Színház.Online, 2020. július 6., hozzáférés: 2023. március 13.
- Istenke bicskája – film a nagy mesemondóról. KrónikaOnline.ro, 2020. május 26., hozzáférés: 2023. március 13.
- Walczer Patrik: Ezért hiánypótló a Benedek Elekről szóló film. Hajónapló.ma., 2020. június 29., hozzáférés: 2023. március 13.